# 丁文執
丁文執（越南语：／；1893年—？）越南阮朝官員。

## 生平
丁文執是乂安省興元府宜祿縣金原總金溪社（今屬乂安省宜祿縣宜隆社）人，成泰五年（1893年）出生，三甲丁文璞曾孫，三甲丁文質之子。維新六年（1912年），參加乂安場鄉試，考中舉人。維新七年（1913年），考中庭試第二甲進士出身，是為該科第一名。後任廣南督學和河靜按察使。保大八年（1933年），升任河靜布政使，後升廣義巡撫。保大十年（1935年），改任社民經濟部參知。